# Santo Pecora
Santo „Pec“ Pecora (* 21. März 1902 in New Orleans als Santo Joseph Pecoraro; † 29. Mai 1984 ebenda) war ein US-amerikanischer Posaunist des New Orleans Jazz.

## Leben
Um sich von seinem gleichnamigen Cousin, dem Schlagzeuger Santo Pecoraro zu unterscheiden, nannte er sich Santo Pecora; die beiden spielten zeitweilig gemeinsam zusammen. Pecora begann auf dem Waldhorn und wechselte als Jugendlicher zur Posaune. Er arbeitete dann am Beginn seiner Karriere in Filmorchestern, die Stummfilme begleiteten, außerdem bei Johnny De Droit und Leon Roppolo. In den 1920er Jahren ging er mit dem Sänger Bee Palmer auf Tournee; 1924 bis 1925 gehörte er den New Orleans Rhythm Kings an.
Ende der 1920er Jahre zog er nach Chicago und spielte sowohl in Jazzbands als auch in Theaterorchestern; in den 1930er Jahren bei Ben Pollack und in anderen Big Bands sowie bei Paul Mares (1935) und Sharkey Bonano (1936). Mit Wingy Manone und mit eigenen Ensembles arbeitete er in Hollywood, wo er auch Auftritte in den Filmen Rhythm on the River (1940) und Blues in the Night (1941) hatte. 1942 kehrte er in seine Heimatstadt zurück, wo er 1951 mit Sharkey Bonano spielte, ansonsten regelmäßige Auftritte mit eigenen Gruppen auf Mississippi-Dampfern und in Nachtclubs hatte. 1959 spielte er in Chicago und kehrte 1960 nach New Orleans zurück. Bis in die 1960er Jahre blieb er in der lokalen Musikszene aktiv. Er nahm auch mit seinen Tailgaters sowie mit den Bands von Tony Parenti, Turk Murphy, Armand Hug, Doc Souchon und George Girard auf.
Seine bekanntesten Kompositionen sind „She’s Crying for Me“ und „I Never Knew What a Gal Could Do.“

## Lexigraphische Einträge
- Carlo Bohländer, Karl Heinz Holler: Reclams Jazzführer (= Reclams Universalbibliothek. Nr. 10185/10196). Reclam, Stuttgart 1970, ISBN 3-15-010185-9.
- Leonard Feather, Ira Gitler: The Biographical Encyclopedia of Jazz. Oxford University Press, New York 1999, ISBN 0-19-532000-X.
- Wolf Kampmann (Hrsg.), unter Mitarbeit von Ekkehard Jost: Reclams Jazzlexikon. Reclam, Stuttgart 2003, ISBN 3-15-010528-5.